# Larisa subsolana
Larisa subsolana är en fjärilsart som beskrevs av Miller 1979. Larisa subsolana ingår som enda art i släktet Larisa och familjen vecklare. Inga underarter finns listade i Catalogue of Life.